# Subaru
Japán legkisebb autógyára, amely mérete ellenére rendkívül sok és jelentős változást hozott az autótörténelembe. A Subaru az autóipart a biztonságra törekvés irányába vezette, úgy hogy elsőkerékhajtású autókat fejlesztett, amikor a hátsókerékhajtás volt a szokásos. Később áttértek az összkerékhajtású autók gyártására, ismét újra definiálva az elfogadott autóépítési elveket.

## Története
Chikuhei Nakajima (1884-1949), egy farmer fia, a haditengerészeti akadémián tanult, majd a haditengerészetnél szolgált. Miután tudomást szerzett a Wright fivérek történelmi első repüléséről, álma a repülés lett. 1917-ben lemondott tisztségéről, és elindította saját vállalkozását, a Repülőgépkutató Laboratóriumot a Tokiótól 70 km-re északra fekvő Gunmában, amely ma a Subaru gyár otthona.
A kis üzem hamarosan új néven, mint Nakajima Repülőgépgyártó Kft., Japán vezető repülőgépgyártó üzemévé nőtte ki magát. 1945 –ben, a II. világháború befejeztével, a repülőkre már nem volt szükség, ezért a vállalkozásnak új profilt kellett választania. Az addig fel nem használt alkatrészekkel is kezdeni kellett valamit, így azt találták ki, hogy a repülőgépek megmaradt hátsó kerekeiből robogókat gyártananak. Az ötlet nagy siker lett, mivel a háború befejeztével nagy szükség volt járművekre. Ettől kezdve már Fuji Sangio Co. Ltd. néven működtek. A gyár első sikereit a robogók előállítása hozta. A sorozatgyártásban készült Rabbit-S1 robogójukkal már jóval a híres Vespák előtt piacra léptek. A Rabbit-S1 a repülők hátsó kerekein gurult, léghűtéses 125 ccm-es motorja 2 LE-t adott le 3000 percenkénti fordulaton. A kis járművet nagyon gyorsan megszerették az emberek, mivel mozgékonysága és kedvező fogyasztása a nehéz háború utáni időkben éppen jókor jött.
1950-ben Fuji Sangio jogi okok miatt feloszlott 12 részre, de három évvel később 1953-ban ebből öten megalapították a Fuji Heavy Industries Ltd.-t. Ennek részei:
- Fuji Kogio: Motorroller készítő

- Omiya Fuji Kogyo: motorgyártó

- Utsunomiya Sharjo: repülőgépgyártó

- Tokyo Fuji Sangyo: generátorok, villamosok, buszok eladásaiért felelős

- Fuji Jidosha: részvállalkozásokból állt össze. A buszkarosszériák előállítása mellett 1954- ben megtervezte és előállította a konszern első autóját a P-1-et, ami financiális okok miatt végül nem került sorozatgyártásra.

A Fuji Heavy Industries Ltd. (FHI) első elnökének, Kenji Kitá-nak határozott nézetei voltak az autókkal kapcsolatban. Azt mondta: „Ha valaki autót akar építeni, az egyedülálló autót építsen.” , valamint hogy „A japán autóknak japán nevük legyen”. Mr. Kita mindenképpen személyautót akart gyártatni, és rendkívül lelkesedett a cég első személyautó prototípusáért, az 1954-ben elkészült autóért, amit ideiglenesen először P-1-nek neveztek el.
Mr. Kita javaslatokat kért munkatársaitól a P-1 átnevezésére, de egyik ötlet sem tetszett neki. Végül aztán ő maga adott neki nevet. A P1-ből Subaru lett. A Subaru a Bika (Taurus) csillagkép egyik csillaghalmazának neve. Csillagai közül hat szabad szemmel is látható, de kb. 250 kékes színű csillaga csak távcsővel.
Nyugaton a halmazt Fiastyúknak nevezik, melynek neve Kínában Mao, Japánban pedig Subaru („vezérel” vagy „összegyűjt”). Japánban még Mutsuraboshi („hat csillag”) néven is ismeretes. Ezen a néven gyakran az igen régi japán dokumentumokban, mint pl. a Kojiki-ben és a Manyosyu-ban, valamint az irodalomban, mint a Makura-no-soshi-ban említik. Mondhatni, hogy ez ősidők óta a japánok egyik legkedveltebb csillaghalmaza. Mivel a Fuji Heavy Industries Ltd. (FHI)  hat darab cég összeolvadásaként jött létre, így a Subaru név valóban rendkívül találó.
1956
Ez 1500-as volt az első könnyű, önhordó karosszériás autó Japánban. Az első keresztlengő karos önálló kerékfelfüggesztésű. Különleges úttartást és magas komfortot adott az autónak a csavarrugós és dupla hatású olajos lengéscsillapító. Hátul merevtengelye volt 3 lapú rugóval és duplahatású lengéscsillapítóval. Financiális meggondolásból nem került sorozatgyártásba.
360-as. Ez volt az első szériában gyártott Subaru, bár abban az időben az emberek többsége nem engedhetett meg magának egy autót. A Subaru jól kihasználta a repülőgépgyártásban szerzett tapasztalatát, így készülhetett el ez a könnyű, de stabil szerkezetű, négyüléses, négykerekű miniautó. Ez a modell Japán autótörténelmében mérföldkőnek bizonyult. Kerek formája miatt hamar ráragadt a „katicabogár” becenév. A közkedvelt járművet 11 évig forgalmazták, majd 1970-ben leállították.
1965
Subaru 1000: ezzel az autóval kezdődött a Subaru és a boxermotor története, amit akkor még elsőkerékhajtással kombináltak. 
1972 szeptemberében vezette be a Subaru, a világon elsőként, a gyári személyautó gyártásban az összkerékhajtást. ATohoku Elektric Supply Company a japán félszigetet, Honshut látja el árammal. Télen a gyár dolgozói rendre elkéstek, vagy el sem jutottak a nagy hó miatt a munkahelyükre, ezt megelégelve a gyár vezetősége felkérte a Subaru vezetőit, hogy a tervezőgárdájuk állítson elő egy olyan autót, amellyel dolgozóik a munkahelyükre télen is probléma nélkül és biztonságosan eljuthathatnak. A Subaru kifejlesztette a Leone Station Wagon 4WD –t , és ezzel előállította 1972 szeptemberében a világon az első négykerék hajtású személyautót.

## Modellek

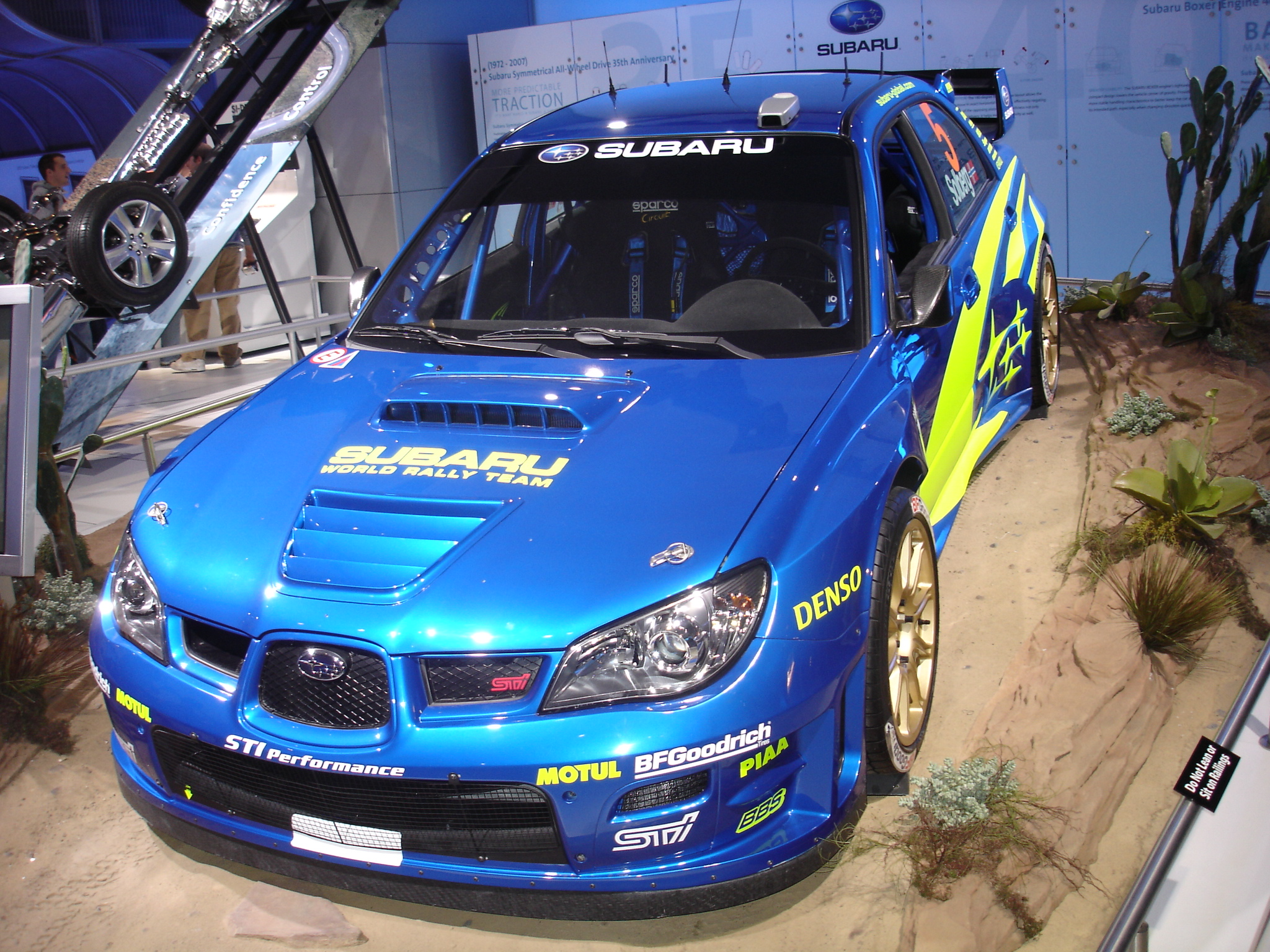
Subaru Impreza WRC

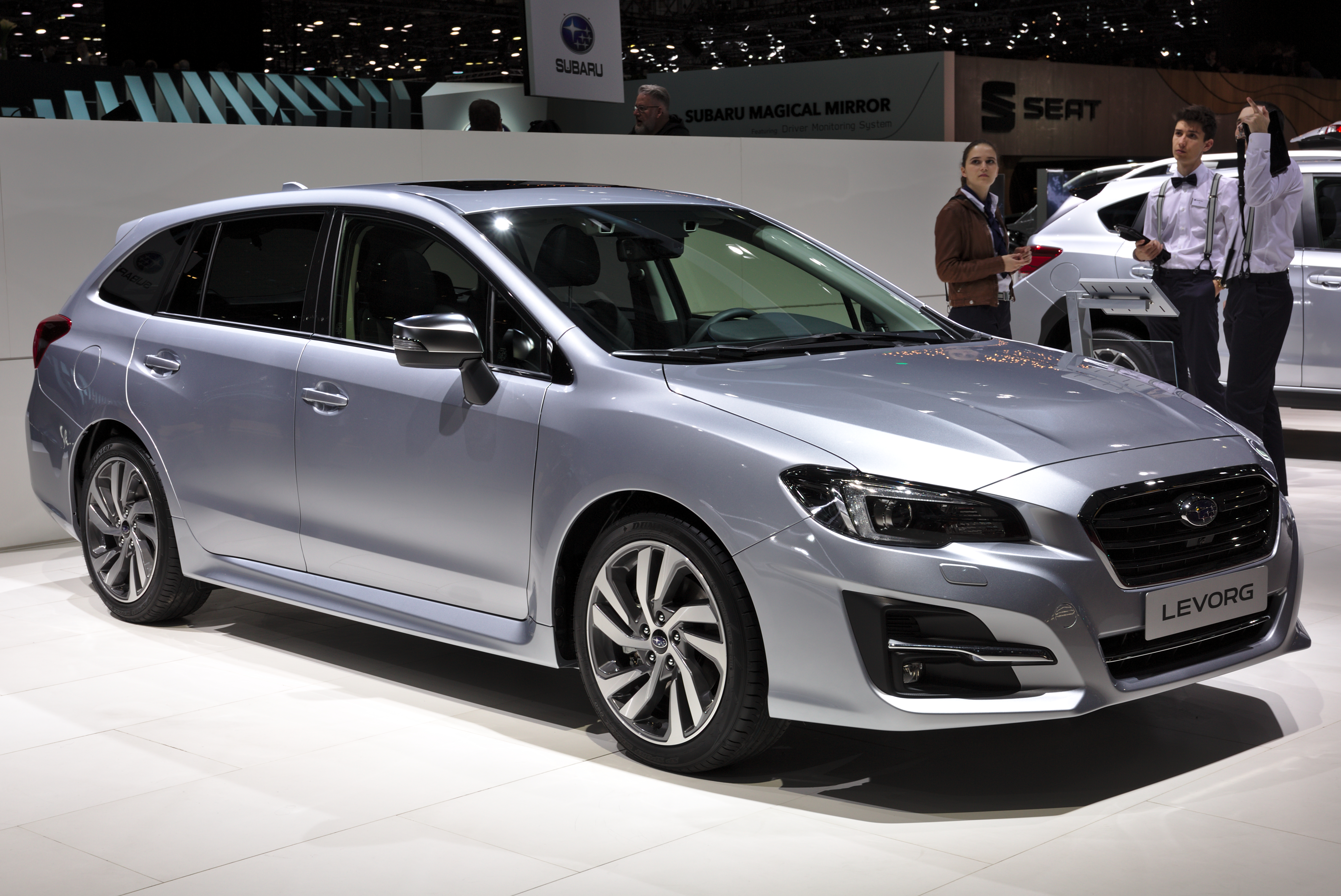
Subaru Levorg

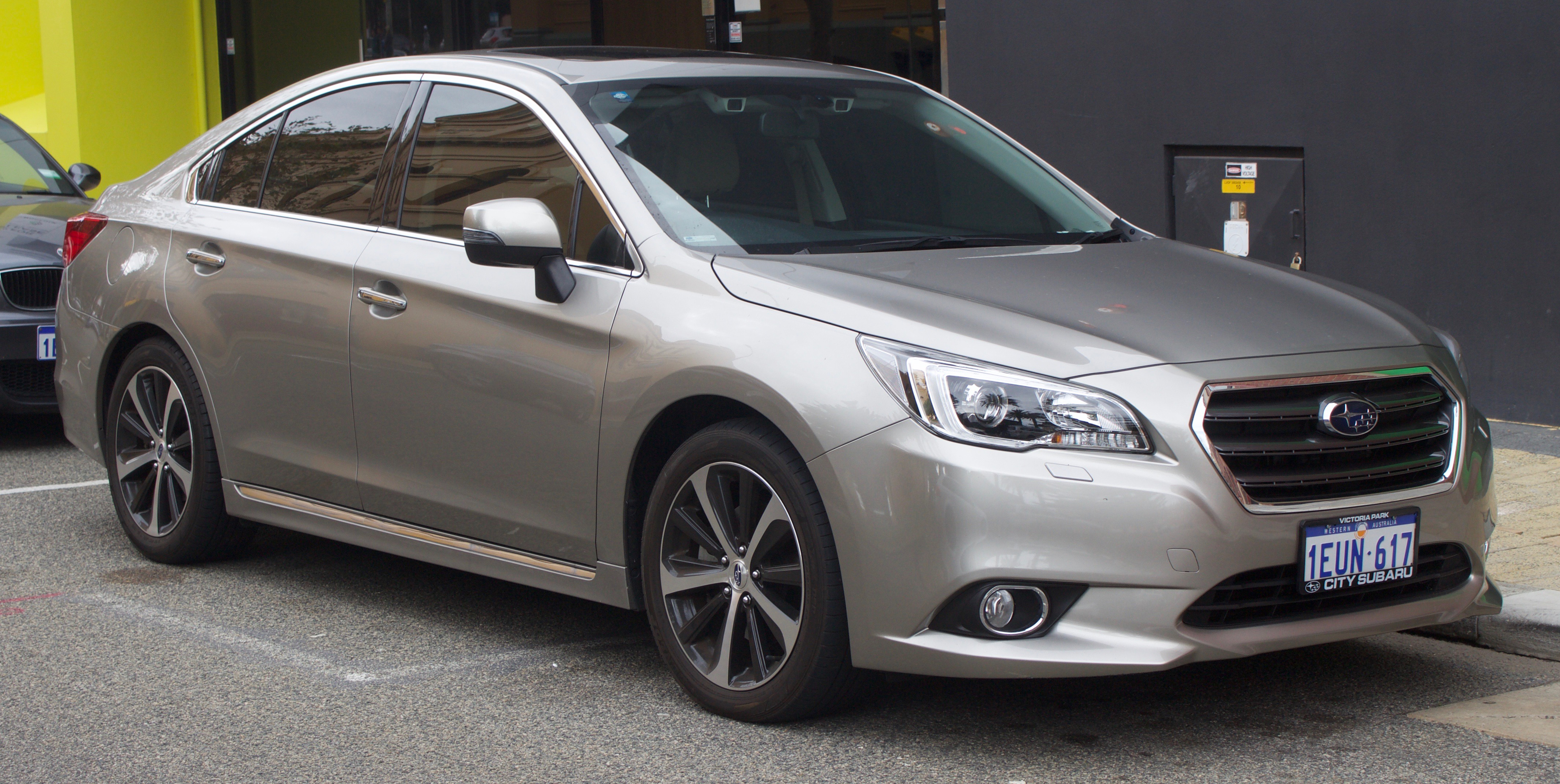
Subaru Legacy

### Korai modellek
- 360
- Baja
- FF-1 Star
- FF-1 G
- Alcyone
- Alcyone SVX
- BRAT
- Justy
- Leone
- Rex
- Traviq
- Vivio
- Domingo

### Mai modellek
- Trezia
- Forester
- Impreza
- Impreza Sedan
- Impreza XV
- Impreza WRX STi
- Legacy
- Legacy Kombi
- Outback
- BRZ
- Stella EV
- Pleo
- Dex2
- Exiga
- Justy
- Levorg
- Levorg STi

### Tervezett modellek

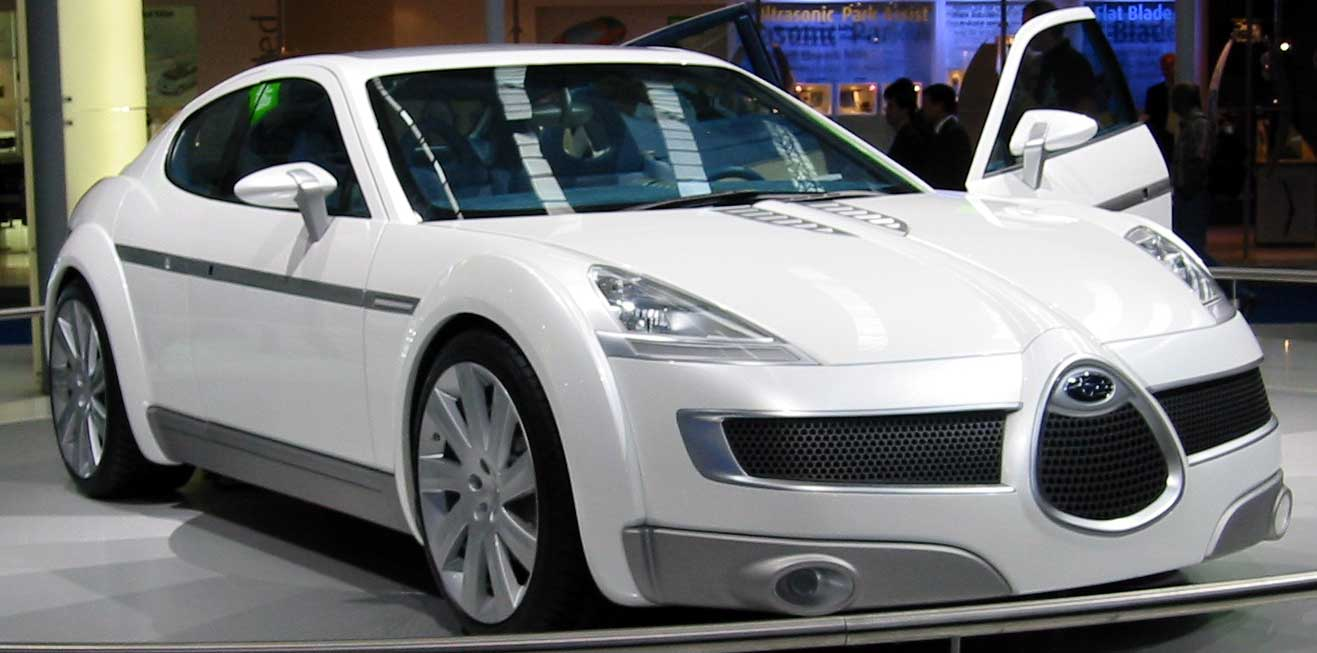
Subaru B11s

- Subaru Hybrid Tourer
- Subaru SRD-1
- Subaru B9 Scrambler
- Subaru B11s
- Subaru B5 TPH